# Obu
Obu (Japans: 大府市, Ōbu-shi) is een stad in de Japanse prefectuur Aichi. De oppervlakte van deze stad is 33,68 km² en eind 2009 had de stad ruim 84.000 inwoners.

## Geschiedenis
In 1906 werd de gemeente Obu gevormd door samenvoeging van zeven dorpen.
Obu werd op 1 september 1970 een stad (shi).

## Verkeer
Obu ligt aan de Tokaido-hoofdlijn en de Taketoyo-lijn van de Central Japan Railway Company.
Obu ligt aan de Isewangan-autosnelweg , aan de Chitahanto-tolweg en aan de nationale autowegen 23, 155 en 366 en aan de prefecturale autowegen 23, 50, 57, 243, 244, 246, 248, 249, 252, 253 en 511.

## Bezienswaardigheden
- Ruïnes van het Oiwakekasteel, een rechthoekig kasteel van circa 66m x 84m, gebouwd in 1559 door Awajinokami Inagaki
- Restanten van oude ovens uit de 10e-13e eeuw
- Momoyama-park, met veel sakura's, met een festival eind maart/begin april
- Okura-park, met veel rododendrons, met een festival eind april
- Manto paardenfestival bij het Nanasha-schrijn, jaarlijks in april
- Enmeijitempel met een poortgebouw van twee verdiepingen en een beroemde geborduurde bodhisattva
- Reuzeperen, peren van 1 tot 1,5kg zijn een specialiteit van Obu

## Partnersteden
Obu heeft een stedenband met
- Port Phillip, Victoria, Australië, sinds 20 november 1993

## Geboren in Obu
- Masayoshi Nagata (永田 雅宜, Nagata Masayoshi), wiskundige
- Kyoko Takezawa (竹澤 恭子, Takezawa Kyōko) violiste
- Hidehiko Yoshida (吉田秀彦, Yoshida Hidehiko) judoka
- Kumiko Koiwai (小岩井久美子, Koiwai Kumiko), kunstschaatsster

## Aangrenzende steden
- Kariya
- Nagoya
- Tokai
- Toyoake